# Lybas
Lybas é um género de coleópteros da família Erotylidae.